# Nighthawks at the Diner
Nighthawks at the Diner es el primer álbum en directo del músico estadounidense Tom Waits, publicado en 1975 por Asylum Records.
El álbum fue grabado en directo en los estudios Record Plant frente a un público reducido, con Waits relatando cuentos, bromas y explicando la historia de las canciones a través de siete introducciones.
El título provisional del trabajo fue Nighthawks Postcards from Easy Street, aunque se recortó a Nighthawks at the Diner al final, y está inspirado en el cuadro "Nighthawks" de Edward Hopper.

## Grabación
Bones Howe, el productor del álbum, comentó sobre la grabación:
"Lo hicimos como una grabación en vivo, lo que era inusual para un artista casi reciente... Herb Cohen y yo teníamos la sensación de que necesitábamos sacar más en claro la parte jazz de Waits. Tom es un gran artista en directo, de modo que empezamos a hablar sobre dónde podíamos hacer un disco que tuviera ese sentimiento. Pensamos en clubes, pero los más conocidos como The Troubadour eran baños en esos días. Luego recordé que Barbra Streisand había grabado en el viejo Record Plant Studios, cuando estaban en la Tercera Avenida cerca de Cahuenga Boulevard. Había una habitación en la que metió una orquesta al completo. Además, en aquellos días podían mover las consolas donde las necesitasen. De modo que Herb y yo miramos si podíamos poner mesas y sillas por ahí, traer a un público y grabar". 
Howe fue el principal responsable de organizar la banda para el concierto y de crear la atmósfera para el disco. Según Howe: "Traje a Michael Melvoin al piano, y era uno de los mejores arreglistas de jazz; también traje a Jim Hughart al contrabajo, a Bill Goodwin a la batería, y a Pete Christlieb al saxofón. Era una sección rítmica completamente de jazz. Herb dio entradas a todos los amigos, montamos un bar, pusimos patatas en las mesas y tuvimos al final dos conciertos completos, el 30 y el 31 de julio de 1975. Recuerdo que al comienzo había una stríper. Después entró Waits y cantó "Emotional Weather Report". Luego se encaró a la banda y leyó los anuncios clasificados de la prensa mientras tocaban. Era como Allen Ginsberg con una muy buena banda".
Jim Hughart, que tocó el contrabajo en los conciertos, recordó su experiencia a la hora de grabar el álbum: "Tuvimos que memorizar todas esas cosas, porque Waits no tenía nada en papel. De modo que pasamos cuatro o cinco días en un estudio ensayando. Y fue penoso. Pero cuando lo tuvimos todo preparado y fuimos a grabar, fueron los dos días de grabación más rápidos de mi vida. Fue muy divertido. Algunas de las canciones no eran lo que podíamos llamar temas de jazz, pero para el resto era como un disco de jazz. Era una banda de jazz: Bill Goodwin fue un batería asociado a Phil Woods durante muchos años, Pete Christlieb es uno de los mejores saxofonistas tenores, y mi viejo amigo, Mike Melvoin, tocó el piano. Eran buenas razones por las cuales se aceptó  que fuese un disco de jazz.
La canción "Big Joe and Phantom 309" es una versión de "Phantom 309", un tema compuesto por Tommy Faile e interpretado por Red Sovine en su álbum homónimo de 1967.

## Lista de canciones
Todas las canciones compuestas por Tom Waits excepto donde se anota.

### Cara A
| N.º | Título                                                  | Duración |  |
| 1.  | «(Opening Intro)»                                       | 2:58     |  |
| 2.  | «Emotional Weather Report»                              | 3:47     |  |
| 3.  | «"(Intro)" to "On a Foggy Night"»                       | 2:16     |  |
| 4.  | «On a Foggy Night»                                      | 3:48     |  |
| 5.  | «"(Intro)" to "Eggs and Sausage"»                       | 1:53     |  |
| 6.  | «Eggs and Sausage (In a Cadillac with Susan Michelson)» | 4:19     |  |

### Cara B
| N.º | Título                                     | Duración |  |
| 1.  | «"(Intro)" to "Better Off Without a Wife"» | 3:02     |  |
| 2.  | «Better Off Without a Wife»                | 3:59     |  |
| 3.  | «Nighthawk Postcards (From Easy Street)»   | 11:30    |  |

### Cara C
| N.º | Título                                    | Escritor(es)          | Duración |  |
| 1.  | «"(Intro)" to "Warm Beer and Cold Women"» |                       | 0:55     |  |
| 2.  | «Warm Beer and Cold Women»                |                       | 5:21     |  |
| 3.  | «"(Intro)" to "Putnam County"»            |                       | 0:47     |  |
| 4.  | «Putnam County»                           |                       | 7:35     |  |
| 5.  | «Spare Parts I (A Nocturnal Emission)»    | Waits, Chuck E. Weiss | 6:25     |  |

### Cara D
| N.º | Título                                   | Escritor(es) | Duración |  |
| 1.  | «Nobody»                                 |              | 2:51     |  |
| 2.  | «"(Intro)" to "Big Joe and Phantom 309"» |              | 0:40     |  |
| 3.  | «Big Joe and Phantom 309»                | Tommy Faile  | 6:29     |  |
| 4.  | «Spare Parts II and Closing»             | Waits, Weiss | 5:13     |  |

## Personal
- Pete Christlieb: saxofón tenor
- Bill Goodwin: batería
- Jim Hughart: contrabajo
- Mike Melvoin: piano y guitarra
- Tom Waits: voz, piano y guitarra